# Chiesa dei Santi Simone e Giuda (Lucca)

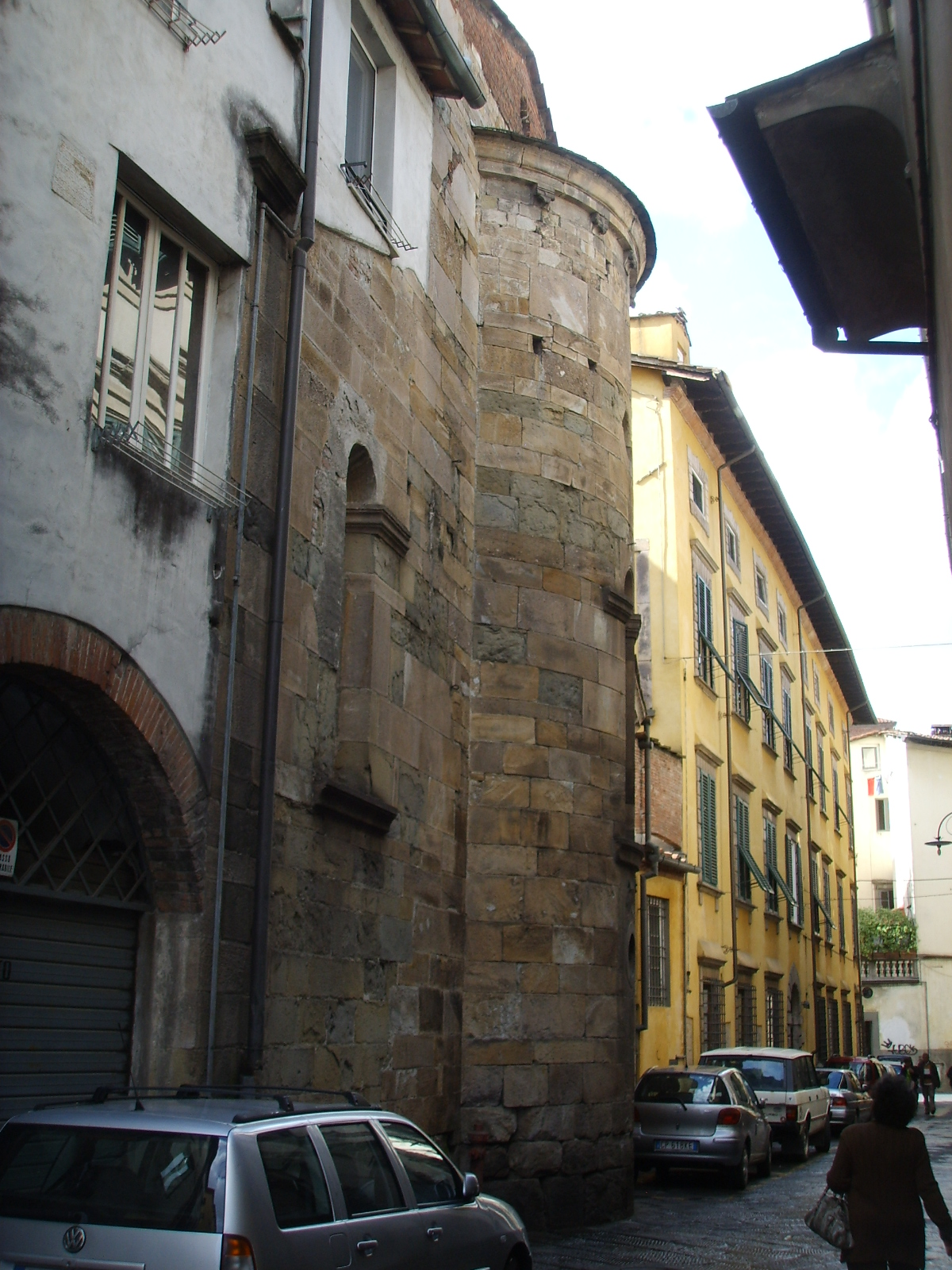
Abside

La chiesa dei Santi Simone e Giuda è una chiesa di Lucca che si trova in via Guinigi.

## Storia e descrizione
La chiesa, di cui non conosciamo l'anno di costruzione, è di impianto basilicale in pieno stile romanico e venne costruita nel tratto orientale delle mura romane; Infatti la struttura si pone, nella sua parte tergale, esattamente sopra il tracciato delle antiche mura (come accade anche nella chiesa della Rosa, dove però queste sono integrate nella struttura). Avendo uno spazio ristretto a causa di edifici già presenti di fronte, non si poté sviluppare la chiesa in lunghezza, e da ciò deriva la sua forma in pianta quasi quadrata, molto larga e poco profonda rispetto ai canoni di costruzione dell’epoca. 
La fonte più antica che possediamo riguardo alla Chiesa dei Santi Simone e Giuda risale al 1120, ossia la testimonianza di un’offerta di beni e di effetti da parte di Sigismondo della casata dei Signori di Montechiaro e di Uzzano. Da tale carta si desume che la chiesa sia stata eretta per opera della medesima famiglia di Sigismondo, che ne andava ora ad accrescere la dotazione già fatta forse dai suoi predecessori. Ad avvalorare l’idea di una costruzione intorno all'anno mille c’è la coerenza di materiali ed elementi decorativi con quelli impiegati in altre chiese della città, sulle quali possediamo più informazioni, e che ci permette di affermare quasi con certezza che tutte queste costruzioni siano tra loro coeve, sul cadere del secolo XII. La costruzione procedette a rilento, visto che nel XIII la chiesa doveva essere ancora completata (era sicuramente già ultimato il lato tergale, ma dei fianchi non possiamo avere notizie, visto che in seguito furono coperti dai caseggiati, ed è certo che il fronte non fosse ancora stato completato).
Dall’iscrizione riportata accanto al portale di destra sappiamo che esso fu rivestito nel 1238, mentre il resto della facciata fu completato solo in seguito. Le finanze comunque furono senza dubbio scarse, infatti la facciata venne eretta in arenaria macigno delle cave di Matraia interrotta da fasce di calcare bianco ceroide dalle cave di Santa Maria del Giudice e di San Lorenzo a Vaccoli, entrambi materiali economici. I portali sono a doppio architrave, con fascia a cunei alternati di calcare bianco e marmo nero nel portale centrale e in quello di sinistra, e in verde di Prato in quella di destra. Va notata la particolarità di questi portali: la decorazione di quella di sinistra è tutta in calcare bianco, mentre l’altra porta minore che le fa riscontro, ha le spallette e l’architrave in arenaria macigno. Il portale centrale ha invece in calcare l’architrave e una spalletta, mentre l’altra è di arenaria. Questo fece pensare ad alcuni storici che il motivo di questa asimmetria nei colori di facciata fosse dovuta alla divisione dei guelfi nei due schieramenti, neri e bianchi, che entravano rispettivamente dalla porta del loro colore.
Molto più tardi, nel 1317, fu costruito il campanile sul lato tergale, che oggi non esiste più.
All’interno la chiesa si presenta come una piccola basilica a tre navate, con archi voltati su pilastri di pietra in verrucano delle cave di Guamo, coronati da bassissimi capitelli intagliati, con ovoli e dentelli. La navata maggiore si chiude con in un'abside semicircolare di piccolissimo diametro, raggiungendo appena la metà della larghezza della navata. Vi è presente una monofora stretta e lunga, oggi tamponata e coperta da un grande quadro contenente un affresco di una Madonna con Bambino tra S. Paolino, S. Pietro e angeli. Questo affresco era originariamente posto sulle mura duecentesche della città, vicino alla posterla della Fratta, dove oggi sorge la Madonna dello Stellario. Quando le mura vennero demolite, l’immagine fu conservata e posta su un angolo della via, dove fu poi costruito un oratorio, a sua volta distrutto in epoca napoleonica. Dopo un breve periodo di permanenza in San Pietro Somaldi, venne trasferito in questa chiesa per volere della confraternita di S. Luigi Gonzaga.
Per l'altare dei Santi Jacopo e Filippo, Spinello Aretino dipinse il polittico diviso ora tra la Galleria Nazionale di Parma e una collezione privata di Città del Messico. Dalla chiesa viene anche una statua lignea raffigurante Sant'Ansano, riferita a Jacopo della Quercia, conservata presso la Curia arcivescovile. 
La chiesa era un tempo illuminata da otto finestre presenti sopra gli archi nella navata maggiore, oggi tutte tamponate a causa della costruzione delle volte. Prima vennero erette quelle della navata principale, coprendo le capriate a vista che coprivano la chiesa, poi nel 1511 furono costruite quelle delle navate laterali. Da notare come le chiavi di volta presentino a decoro lo stemma dei Guinigi, indice di un contributo da parte della famiglia per la loro realizzazione. La costruzione della volta della navata centrale creava un inconveniente non lieve, ovvero la rottura del catino absidale che con la sua enorme ghiera ad arco acuto giungeva a toccare l’intravatura. Questo non fermò i costruttori, che ridisegnarono un nuovo catino, monco e senza ghiera, che tocca la volta con la sua sommità.
Negli anni successivi la chiesa fu decorata da affreschi e decori (andati interamente perduti), e venne rivestita in marmo tutta la parte del presbiterio. Nel 1669 venne fatta allargare e decorare la finestra sopra il portale maggiore, e vennero aperte due finestrelle informi sopra le porte minori, per garantire ventilazione all’ambiente vista la chiusura delle altre finestre laterali, poi richiuse e tamponate in pietra agli inizi del 1900. Negli anni sessanta e settanta del XIX secolo, quando con un restauro si decise di regolarizzare le campate della navata centrale; visto che in prossimità del coro e presbiterio si apriva un grande arco acuto, fu deciso di inserire un terzo pilastro ai due originali, a metà del grande arco, riducendo l’intercolumnio ad una misura simile a quello dei due già esistenti.
La chiesa è oggi sconsacrata e utilizzata come sede del gruppo scout Agesci Lucca 3.